# Kirkiàcies
Kirkiaceae és una família de plantes amb flors dins l'ordrer Sapindals. Té dos gèneres, Kirkia i Pleiokirkia, amb un total de 6 espècies. Anteriorment aquests dos gèneres s'ubicaven a la família Simaroubaceae, però es van canviar perquè no produeixen ni quassinoides ni limonoides.
Estan distribuïts a Àfrica i Madagascar.